# Tudor Watches
Tudor Watches er en schweizisk producent af armbåndsure. Virksomheden blev grundlagt i 1926, og er ejet af Rolex.
I 2022 blev virksomheden navnesponsor for cykelholdet Tudor Pro Cycling.